# 2018年美国联邦政府停摆事件

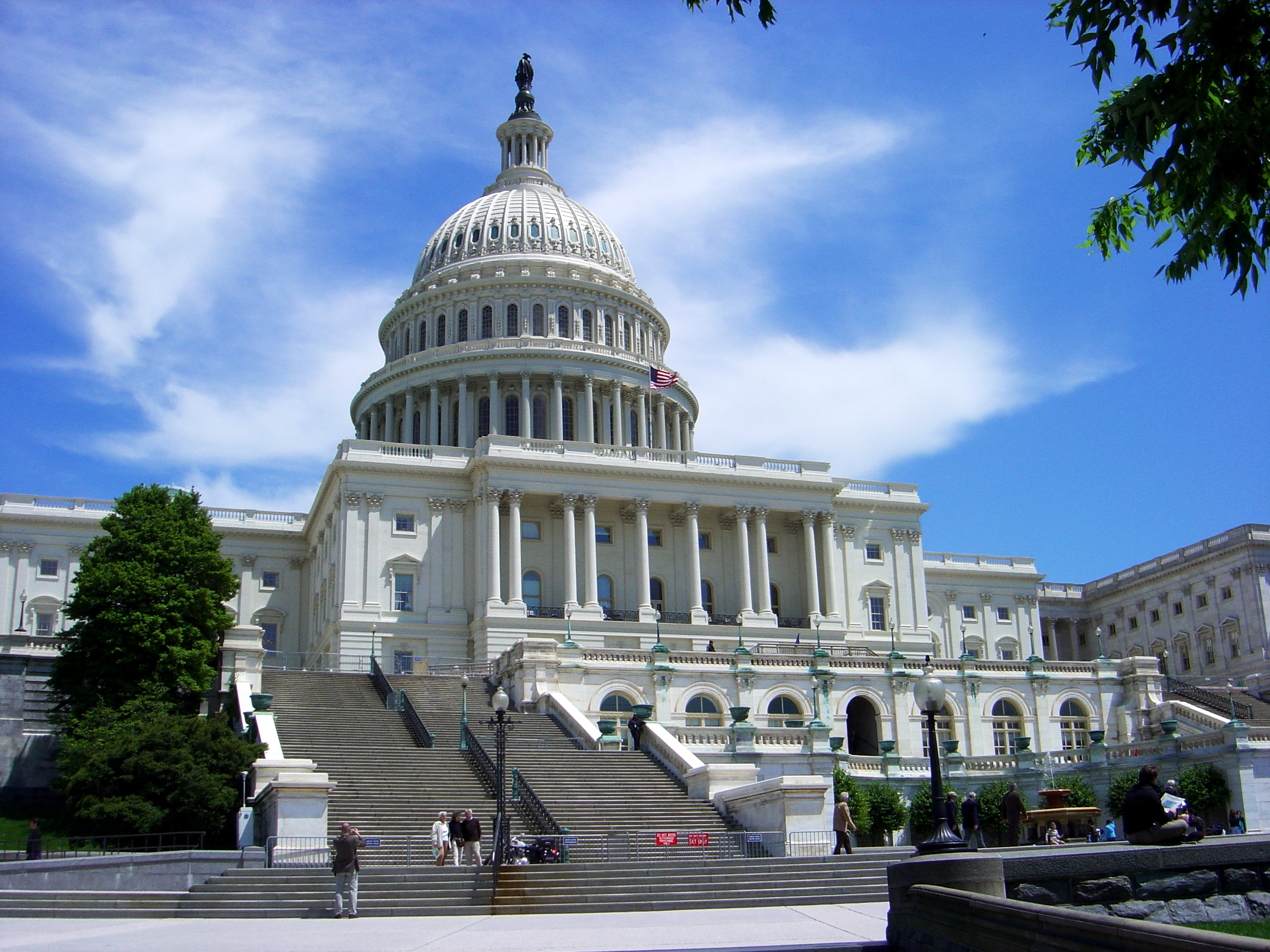
美国国会

2018年美国联邦政府停摆事件（英語：United States federal government shutdown of 2018）是美国联邦政府由于预算不足，于2018年内三度陷入全部或部分停止运作的事件总称，其中前兩次是短暫停擺。
第一次停摆起始于美国东部时间2018年1月20日零时（UTC-5），由于美国国会两大党派迟迟不能就2018财政年度联邦预算案达成最终协议，导致美国联邦政府失去必要预算，从而停摆。停摆期间，大量联邦政府部门和设施被迫关闭，数十万联邦雇员被停薪放假，仅有气象、医疗、邮政、军事、航空管制、边境保护以及刑罚系统等与国家和公共安全息息相关的设施继续运转。本次停摆是唐納·川普就任美国总统以来的第一次政府停摆事件，发生时刻也恰逢川普总统就任一周年。聯邦政府上一次停擺發生於2013年。1月22日，参议院以81票多数决议结束联邦政府停摆状态，将预算案短暂延期到2018年2月8日。
2018年2月9日零时，由于两党无法在午夜前达成进一步的预算协议，美国政府再次停摆。但是2月9日凌晨，国会两院通过了将预算案延期至2019年的妥协计划，結束9小時名義上的政府停擺，並在工作日開始時維持运作。
2018年12月21日，參議院未能通過包含美墨築牆的臨時支出法案，總統川普拒絕簽署不含美墨築牆經費的臨時支出法案，導致隔日起美國政府停擺；雖然其中有3/4的政府單位因經費來自其他預算案以至到2019年9月底都無虞，包括軍隊和衛生及公共服務部等，然而剩下1/4的政府單位則無以為繼，包括農業部、國土安全部、司法部和國務院等九個聯邦部門及數十個聯邦機構的多數業務。

## 1月停摆

### 背景
美国2018财政年度从2017年10月1日开始，至2018年9月30日止。美国国会负责制定、批准每一个财政年度的联邦机构预算，以确保政府部门持续运转。由于国会两党就新一年度的预算案的内容增减常有争议，预算案延期的方式往往是以短期延期的方式进行，也就是财政年度开始时，先短暂批准预算延期几个月，确保美国政府不会在财年开始就迅速关停。随后，国会议员们在接下来的几个月的时间持续商谈，以达成协议，将新一年度的财政预算延期至财年的最后一天。2017年9月8日，川普总统签署了临时预算案，将美国政府的财政预算延期至2017年12月8日。
由于国会还是不能就预算问题达成协议，又将临时预算案延期到了12月22日，随后又延期至2018年1月19日。然而，截止到2018年1月19日晚上，国会仍然无法就2018财年预算案达成协议。美国众议院通过一份临时预算案，准备将联邦预算再度延期至2018年2月16日，争取继续谈判妥协的时间，然而，这版草案在美国参议院于1月19日晚间的投票中失败，因此，美国联邦政府无力阻止从1月20日起被迫停摆的命运。

### 影响
如同历次政府停摆一样，联邦政府关停会导致大量政府机构全部或部分停止运转。与国家和公共安全息息相关的重要部门，例如国土安全部，受到的影响较小，至少90%的国安部员工会继续工作。国防部在海外的各项行动会继续进行。美国国务院将会保持部分运作，直到备用资金消耗殆尽。国家公园将继续保持开放，邮政服务也会继续运转。
一些需要通过预算案来延续有效期的重要法案和项目，由于预算案没有通过，必须暂时失效。例如EB-5签证 (美国)投资移民计划下属的“区域中心”投资移民项目预定于2018年1月19日到期，必须夹在预算案里进行延期。如果预算案成功延期，EB-5区域中心投资移民项目得以继续运作。然而，由于预算案延期失败，该项目于1月20日起失效。停摆期间，美国移民局暂停审批所有积压的申请，同时，美国国务院、移民局和各驻外领事馆从1月20日起不得签发EB-5区域中心投资移民签证（I-5和R-5签证）。
川普政府指责民主党领袖查克·舒默是罪魁祸首。白宫声称民主党对非法移民的关心高于合法的美国公民。

## 2月停摆
北美东部时间2018年2月9日星期五的前9个小时联邦政府出现了资金缺口。媒体报道普遍将这次资金缺口称为第二次政府停摆，尽管没有工人被解雇，政府服务也没有中断，而且资金缺口只在一夜之间发生，并且在工作日开始时得到解决。
随着1月22日的持续决议（CR）到期，参议院辩论了一项法案，即2018年两党预算法案，其中包括（除其他事项外）为期两年的军队拨款、为期6周的CR延期拨款以及提高债务上限。参议员兰德·保罗多次反对通过这项高达数万亿美元的法案，并且在美国东部时间2月8日大约晚上11点至第二天早上12点01分引发了短暂的停工。一夜之间，参议院通过了保罗反对的法案，特朗普于美国东部时间2月9日上午9点左右签署了这项法案。

## 12月－2019年1月停摆

### 背景
2018年9月，国会通过了2019财政年度联邦预算 (H.R. 5895和H.R. 6157)两份拨款法案，这些法案于2018年10月1日开始实施。这些法案合并了5项普通拨款法案，占联邦全权委托资金的77％并在12月7日之前为其余机构提供持续性决议。自1997财政年度的22年以来，这是第一次按时颁布五项法案。12月6日，国会通过了第二项决议(H.J.Res. 143)持续到12月21日，为特朗普拟议的边界墙提供更多时间进行谈判，因为喬治·H·W·布希之死及國葬导致边界墙被推迟。
12月19日，参议院通过了第二项持续决议，2019年进一步追加拨款法(H.R. 695)，一直持续到2019年2月8日。但是特朗普总统在第二天宣布他不会签署不含美墨筑墙经费的临时支出法案。众议院于12月20日通过了一项持续性决议，增加了50亿美元的隔离墙和80亿美元的灾难援助。而参议院的谈判导致当天没有通过一项持续的决议，导致联邦政府从12月22日开始因没有拨款而关闭。特朗普总统宣布他将取消他计划前往海湖庄园的圣诞节之旅并留在华盛顿特区。国会在圣诞假期间休会。参议院于12月27日重新召开会议，但仅召开了四分钟，共和党参议员派特·羅伯茲主持了会议。众议院短暂地重新召集，共和党多数派史蒂夫·斯卡利斯说，议员们不应期待2018年的剩余时间能有任何进一步投票。民主党众议院议员吉姆·麥克高文试图继续讨论参议院已经否决的短期资金法案，但共和党人拒绝让他发言。国会随后再次休会，直到2019年1月2日，即第115届美国国会的最后一天。

### 影响
此次停摆使國家運輸安全委員會无法协助墨西哥政府调查2018年普埃布拉州直升機墜毀事故，该事故导致一名州长和参议员丧生。2018年12月22日，印度尼西亚巽他海峡发生海啸；但因美国政府停摆，美国地质调查局无法提供这次海啸的数据。